# Mihai Popa
Mihai Popa (1921. október 15. – 1986) román nemzetközi labdarúgó-játékvezető.

## Pályafutása
1959-ben szakmai felkészültségét elismerve a Román Labdarúgó-szövetség Játékvezető Bizottsága felkérte a Dinamo București–CSM Baia Mare (4:0) kupadöntő irányítására.

### Nemzetközi játékvezetés
A Román labdarúgó-szövetség Játékvezető Bizottsága (JB) terjesztette fel nemzetközi játékvezetőnek, a Nemzetközi Labdarúgó-szövetség (FIFA) bíróinak keretébe. Több nemzetek közötti válogatott- és klubmérkőzést vezetett.

#### Világbajnokság
Chile volt a VII., az 1962-es labdarúgó-világbajnokság döntő küzdelmeinek színhelye. A csoportmérkőzéseken 1961-ben, a Törökország–Norvégia (2:1) összecsapást koordinálta. Vezetett mérkőzéseinek száma: 1.

#### Európa-bajnokság
Franciaországban, Párizsban volt az I., az 1960-as labdarúgó-Európa-bajnokság döntő küzdelmeinek helyszíne. A csoportmérkőzések során 1959. május 31-én Belgrádban, a Partizan Stadionban, 25 000 néző előtt, a Jugoszlávia–Bulgária (2:0) mérkőzést vezette.
Vezetett mérkőzéseinek száma: 1.

## Statisztika

### Nemzetközi válogatott mérkőzései
| #  | Dátum             | Helyszín                       | Hazai       | Eredmény | Vendég   | Kiírás        | Gólok | Esemény |
| -- | ----------------- | ------------------------------ | ----------- | -------- | -------- | ------------- | ----- | ------- |
| 1. | 1959. május 31.   | Belgrád, JNA-stadion           | Jugoszlávia | 2 – 0    | Bulgária | NEK-selejtező | -     |         |
| 2. | 1961. október 29. | Isztambul, Mithat Paşa Stadion | Törökország | 2 – 1    | Norvégia | vb-selejtező  | -     |         |
|    | Összesen          |                                |             | 2        | mérkőzés |               |       |         |